# Regieanweisung
Eine Regieanweisung ist ein Teil eines Dramentexts, der Empfehlungen für die szenische Umsetzung gibt. Meist werden Regieanweisungen in Klammern und/oder kursiv in die Dialoge eingefügt, gehören also zum „Nebentext“ des Dramas.
Die Charakterisierung des Schauplatzes zu Beginn eines Bilds gehört ebenso zu den Regieanweisungen wie die Auftritte und Abgänge. Ebenso Erklärungen zum Verständnis von Textpassagen (etwa die Anweisungen „beiseite“ oder „scherzhaft“). – Daneben können zahlreiche weitere Eigenschaften der Inszenierung durch Regieanweisungen vorgegeben sein, wie detaillierte Beschreibungen von Räumen oder Gängen im naturalistischen Drama. Es liegt im Ermessen des Regisseurs, inwieweit die Anweisungen der Vorlage eingehalten werden.
Bis zum Ende des 19. Jahrhunderts vertrieben die Verlage zusammen mit den Theaterstücken auch detaillierte Beschreibungen der Uraufführung, die in der Regel nachgestellt wurde, weil es noch keine Regie im heutigen Sinne gab. Durch die Entstehung des Regieberufs im ersten Drittel des 20. Jahrhunderts sind diese Regieanweisungen überflüssig geworden. In einer älteren Tradition steht hingegen noch das US-Musical: Die Regieanweisungen im Text werden dort genau beachtet, was auch durch Lizenzverträge geregelt ist.